# Kennesaw
Kennesaw é uma cidade localizada no estado americano de Geórgia, no Condado de Cobb.

## Demografia
Segundo o censo americano de 2000, a sua população era de 21.675 habitantes.
Em 2006, foi estimada uma população de 30.936, um aumento de 9261 (42.7%).

## Geografia
De acordo com o United States Census Bureau tem uma área de
22,1 km², dos quais 21,9 km² cobertos por terra e 0,2 km² cobertos por água. Kennesaw localiza-se a aproximadamente 330 m acima do nível do mar.

## Localidades na vizinhança
O diagrama seguinte representa as localidades num raio de 20 km ao redor de Kennesaw.